# 圣马丹德帕利耶尔
圣马丹德帕利耶尔（法語：Saint-Martin-de-Pallières，法語發音：[sɛ̃ maʁtɛ̃ də paljɛʁ]；2012年之前名为圣马丹 (Saint-Martin)）是法国瓦尔省的一个市镇，属于布里尼奥勒区。

## 地名
法语人名在日常人名译名以及《世界人名翻譯大辭典》、《法语姓名译名手册》等主流人名译名类书籍资料中多译作“马丁”，不过在《世界地名翻译大辞典》、《世界地名译名词典》和《法国地图册》等主流地名译名类书籍资料中多译作“马丹”。

## 地理
圣马丹德帕利耶尔（43°35'19"N, 5°53'4"E）面积26.33 平方千米，位于法国普罗旺斯-阿尔卑斯-蓝色海岸大区瓦尔省，该省份为法国东南部沿海省份，北起上普罗旺斯阿尔卑斯省，西北角与沃克吕兹省接壤，西接罗讷河口省，南濒地中海，东临滨海阿尔卑斯省。
与圣马丹德帕利耶尔接壤的市镇（或旧市镇、城区）包括：布吕-欧里亚克、埃斯帕龙、塞永苏尔斯达尔让、瓦拉日、拉韦迪耶尔。
圣马丹德帕利耶尔的时区为UTC+01:00、UTC+02:00（夏令时）。

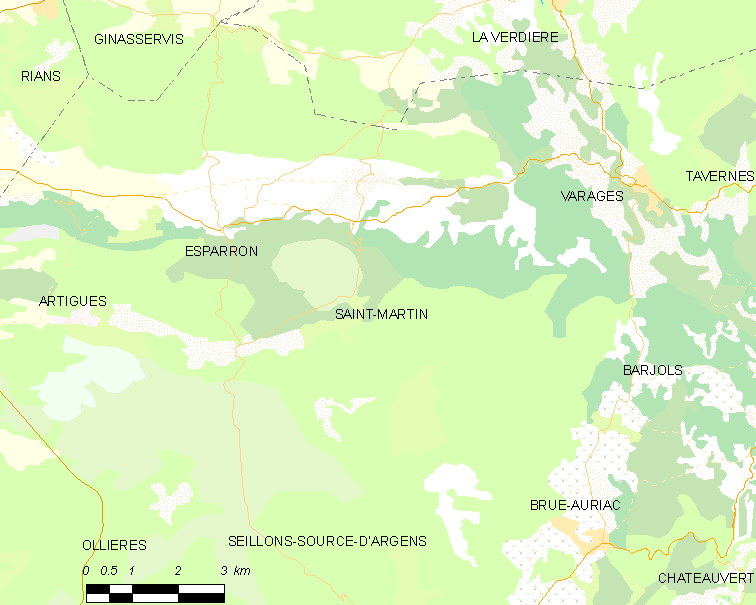
圣马丹德帕利耶尔的OSM定位图

## 行政
圣马丹德帕利耶尔的邮政编码为83560，INSEE市镇编码为83114。

## 政治
圣马丹德帕利耶尔所属的省级选区为圣马克西曼-拉圣博姆县。

## 人口

1962-2008年间圣马丹德帕利耶尔人口变化图示

圣马丹德帕利耶尔于2022年1月1日时的人口数量为271人。